# Texas Chainsaw Massacre
Texas Chainsaw Massacre (bra: O Massacre da Serra Elétrica: O Retorno de Leatherface) é um filme norte-americano de 2022, dos gêneros suspense e terror, dirigido por David Blue Garcia, com roteiro de Chris Thomas Devlin, a partir de uma história de Fede Álvarez e Rodo Sayagues.
É o nono filme da franquia O Massacre da Serra Elétrica, e funciona como uma prequela para o filme original de 1974 para explicar a origem do personagem principal da série. O filme é estrelado por Sarah Yarkin, Elsie Fisher, Mark Burnham, Moe Dunford, e Nell Hudson.
Após o lançamento de Leatherface em 2017, a Lionsgate tinha planos para mais cinco filmes da franquia. Porém, o estúdio perdeu os direitos devido ao tempo de lançamento. A Legendary adquiriu os direitos da franquia, com Álvarez e Sayagues atuando como produtores ao lado de Pat Cassidy, Ian Henkel e Kim Henkel, que co-escreveu o filme original. Os cineastas da dupla Ryan e Andy Tohill foram inicialmente contratados como diretores, mas foram substituídos por Garcia devido a diferenças criativas. As filmagens aconteceram na Bulgária em agosto de 2020.
Texas Chainsaw Massacre foi lançado em 18 de fevereiro de 2022 na Netflix e recebeu críticas geralmente negativas dos críticos.

## Elenco
- Elsie Fisher como Lila, irmã de Melody e fotógrafa amadora. Ela sobreviveu a um tiroteio na escola, que a deixou com uma lesão traumática.
- Sarah Yarkin como Melody, uma ganhadora de dinheiro de São Francisco que arrasta sua irmã com ela para o Texas em uma viagem de negócios, com medo de deixá-la sozinha na cidade.
- Mark Burnham como Leatherface, um assassino mascarado empunhando uma motosserra e um dos pilares da franquia TCM. Burnham foi escalado por causa de sua estatura imponente e fisicalidade.
- Moe Dunford como Richter, um empreiteiro que faz amizade com Lila.
- Olwen Fouéré como Sally Hardesty, uma guarda florestal do Texas e a única sobrevivente da matança de Leatherface em 1973. Fouéré substitui a atriz original Marilyn Burns, que morreu em 2014.
- Jessica Allain como Catherine, uma investidora.
- Jacob Latimore como Dante Spivey, um amigo próximo de Melody e Lila.
- Nell Hudson como Ruth, namorada de Dante.
- Alice Krige como Virginia "Ginny" McCumber, a dona da atual casa de Leatherface.
- William Hope como Xerife Hathaway.
- Jolyon Coy como Deputy.
- Sam Douglas como Herb.[3]

## Recepção da crítica
No site agregador de críticas Rotten Tomatoes, 31% das 160 resenhas dos críticos são positivas, com uma classificação média de 4,3/10. O consenso do site diz: "Texas Chainsaw Massacre não economiza no sangue, mas Leatherface pode ter perdido irrevogavelmente sua capacidade de aterrorizar." O Metacritic, que usa uma média ponderada, atribuiu ao filme uma pontuação de 34 em 100, baseado em 28 críticos, indicando críticas "geralmente desfavoráveis".